# Wayne Pinnock
Wayne Pinnock (Kingston, 24 de octubre de 2000) es un deportista jamaicano que compite en atletismo.
Participó en los Juegos Olímpicos de París 2024, obteniendo una medalla de plata en la prueba de salto de longitud.
Ganó una medalla de plata en el Campeonato Mundial de Atletismo de 2023 y una medalla de plata en el Campeonato Mundial de Atletismo en Pista Cubierta de 2025.

## Palmarés internacional
| Juegos Olímpicos                     | Juegos Olímpicos   | Juegos Olímpicos | Juegos Olímpicos  |
| Año                                  | Lugar              | Medalla          | Prueba            |
| ------------------------------------ | ------------------ | ---------------- | ----------------- |
| 2024                                 | París (Francia)    | Medalla de plata | Salto de longitud |
| Campeonato Mundial                   |                    |                  |                   |
| Año                                  | Lugar              | Medalla          | Prueba            |
| 2023                                 | Budapest (Hungría) | Medalla de plata | Salto de longitud |
| Campeonato Mundial en Pista Cubierta |                    |                  |                   |
| Año                                  | Lugar              | Medalla          | Prueba            |
| 2025                                 | Nankín (China)     | Medalla de plata | Salto de longitud |